# 861
El 861 (DCCCLXI) fou un any comú començat en dimecres del calendari julià.

## Esdeveniments
- Revolta de Carloman de Baviera.[1]
- Assalt viking a Pisa
- Cau un meteorit encara conservat al Japó